# Ереванский азербайджанский государственный драматический театр
Ереванский азербайджанский театр им. Дж. Джаббарлы (азерб. C. Cabbarlı adına İrəvan Dövlət Azərbaycan Teatrı, Ҹ. Ҹаббарлы адына Jереван Дөвлəт Азәрбајҹан Драм Театры, арм. Երևանի ադրբեջանական պետական շրջիկ թատրոն) — азербайджанский государственный драматический театр, основанный в городе Эривань в 1928 году. Это был первый театр другого народа на территории Армении. Впоследствии театру было присвоено имя основоположника азербайджанской советской драматургии Джафара Джаббарлы. В Ереване театр был расположен на улице Н. Зарьяна (19-а). Видными деятелями этого театра являлись Юнус Сулейманов, Дагестанлы, Али Зейналов, Бахши Галандарлы, Али Шахсабахлы и др.

## Исторический очерк

### Предыстория

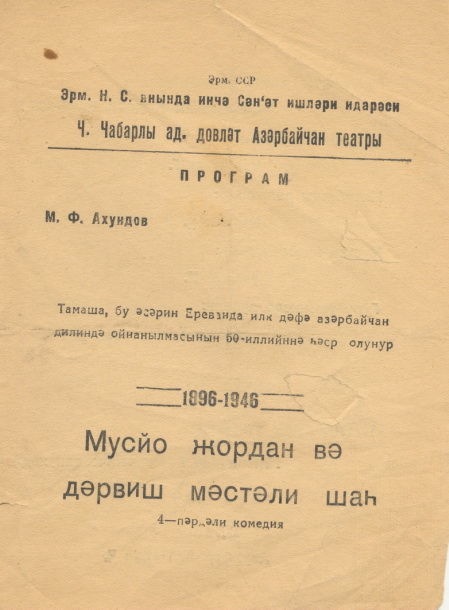
Программа пьесы «Мюсье Жордан и дервиш Мастали шах» М. Ф. Ахундова, посвящённый 50-летию постановки спектакля в Эривани в 1896 году. 1946 год

Основанию театра предшествовали любительские театральные постановки в 1880—1882 годах. В 1882 году в Эривани начали ставить пьесы армянского автора В. Мадатова на азербайджанском языке. В 1886 году учащимися Эриванской русско-мусульманской школы по инициативе 23-летнего преподавателя азербайджанского языка (в то время язык назывался «татарским») этой школы Фиридун-бека Кочарлинского была поставлена комедия Мирзы Фатали Ахундова «Мюсье Жордан и Дервиш Мастали шах» (Ф. Кочарлинский, у которого уже был опыт актёрской игры, который он получил в Гори и в Шуше, приехал работать учителем в Эривань в 1885 году). Этой постановкой начинается история азербайджанского театра в Ереване.
С 1896 года спектакли на азербайджанском языке в Эривани стали проходить более или менее регулярно. В этих постановках раскрывался талант молодого актёра Ю. Н. Сулейманова. После здания школы местом для спектаклей служил зал во дворце хана Панаха, а когда он стал слишком мал, спектакли проходили в театре братьев Джанполаджановых. Азербайджанцы в Эривани играли роль меценатов, но не директоров театров. В дореволюционные годы любителями ставились «Ревизор» Николая Васильевича Гоголя, «Гаджи Гара» М. Ф. Ахундова, «Надир-шах» Наримана Нариманова, «Мертвецы» Джалила Мамедкулизаде и др.

### Основание театра
В 1928 году в Эривани был основан Азербайджанский драматический театр, которому впоследствии было присвоено имя драматурга Джафара Джаббарлы. Это был первый театр другого народа на территории Армении. Театр функционировал в Армянской ССР, оставаясь единственным азербайджанским театром в Армении. Был ликвидирован в 1988 году в связи с массовым изгнанием азербайджанцев из Армении во время Карабахского конфликта.

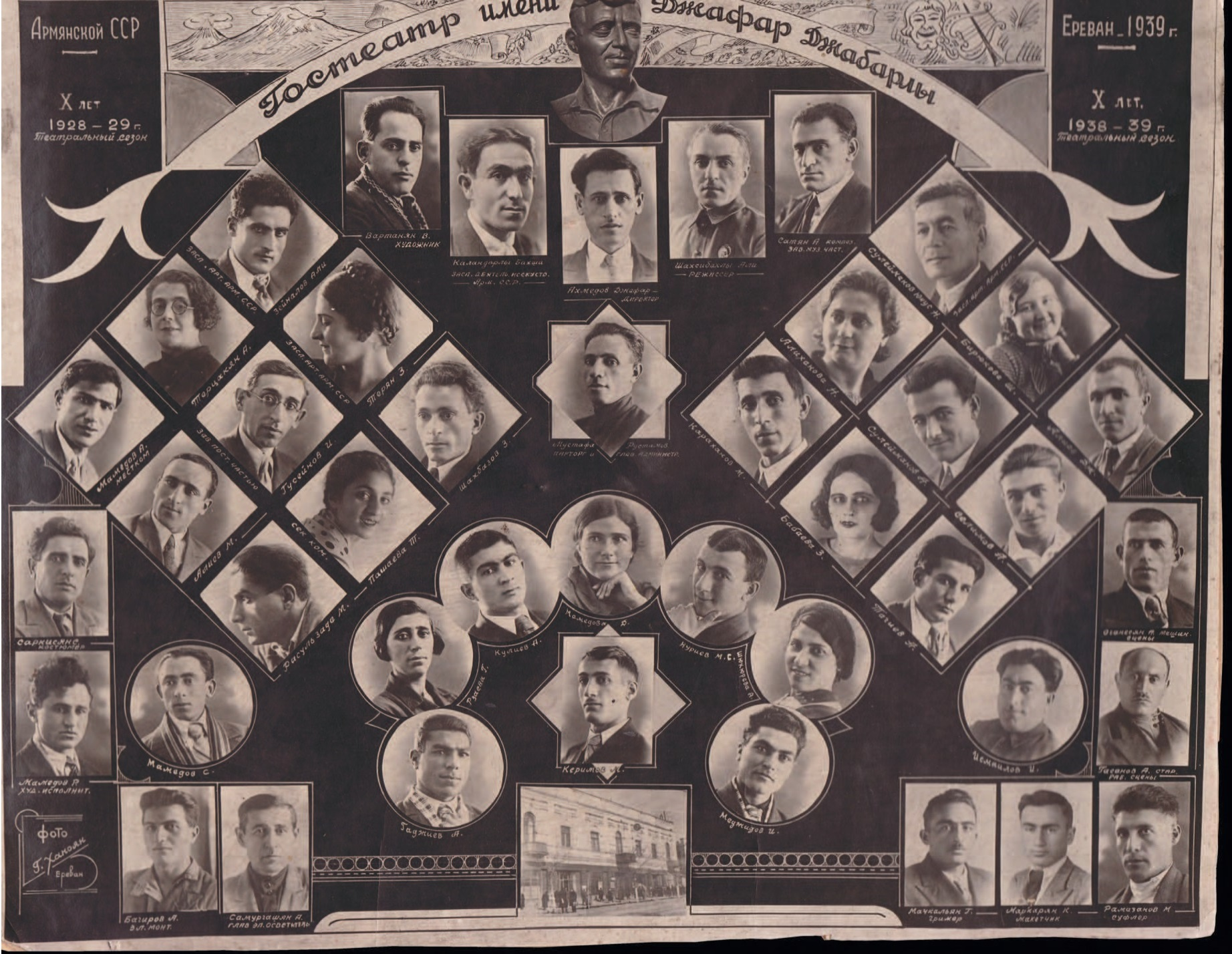
Коллектив Ереванского азербайджанского театра в 1939 году

В 1930-е годы театр носил название «Армянский азербайджанский государственный театр имени Дж. Джабарлы» (азерб. Ç. Çaвarlь adьna Ermənistan Azərвajçanlь Devləti Teatrosu), или «Армянский государственный тюркский театр имени Дж. Джабарлы» (азерб. Ç. Çaвarlь adьna Ermənistan devləti tyrk teatrosu).

### Дальнейшая история

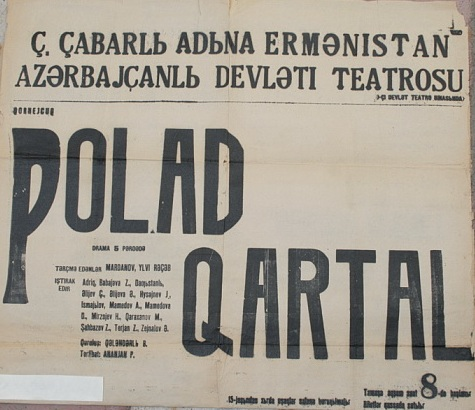
Афиша пьесы А. Корнейчука «Стальной орёл» в театре

Театр действовал до 1988 года (с перерывом в 1949—1967). Центральное место в репертуаре театра занимали музыкальные комедии «Аршин мал алан», «Не та, так эта» Узеира Гаджибекова. В разное время в театре выступали Юнис Нури, Кязим Зия, А. Шахсабахлы и др.
С 1934 по 1951 год главным режиссёром театра был Бахши Галандарлы.
В апреле 1944 года в Ереване Азербайджанский театр имени Дж. Джабарлы постановкой «Отелло» участвовал на Всесоюзном фестивале шекспировских спектаклей, посвящённом 380-летию со дня рождения Уильяма Шекспира.
В 1967 году после длительного перерыва многие годы работавший в Ереване Азербайджанский театр вновь возобновил свою деятельность. В его репертуар были включены «Севиль» Дж. Джабарлы, «Намус» А. Ширванзаде, «Фархад и Ширин» С. Вургуна, «Пламя» А. Ереванлы и А. Сулейманова.
К 100-летию со дня рождения В. И. Ленина театр подготовил спектакль «Братья» (о семье Ульяновых) В. Гераскина и Г. Ягджяна (реж. Н. Саркисян). В 1979 году театр поставил пьесу Анара «Лето в городе».
С 1989 года труппа театра продолжала свою деятельность в Баку, в театральной студии при Азербайджанском драматическом театре. В 1994 году указом Президента Азербайджана Гейдара Алиева театру вновь был присвоен статус государственного.
Театр регулярно часто выступает с гастролями в различных регионах Азербайджана, а также в Грузии и Дагестане.

## Галерея

Программы постановок в театре
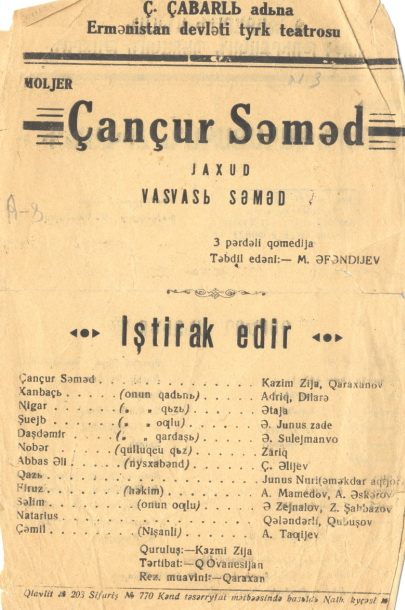
«Джанджур Самед» — переделанная М. Эфендиевым пьеса Мольера «Мнимый больной»
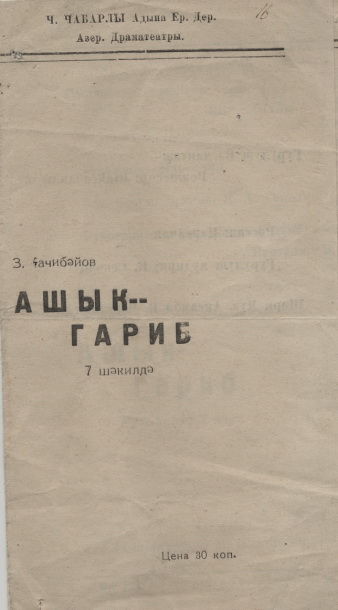
Опера «Ашик-Гариб» З. Гаджибекова
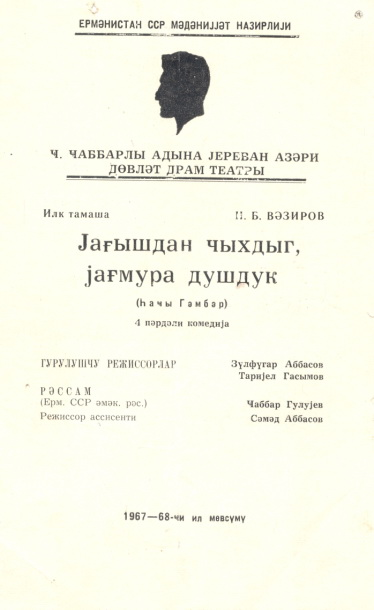
Пьеса «Из под дождя да под ливень» Н. Б. Везирова. Художник Джаббар Кулиев (Засл. худ. Арм. ССР)
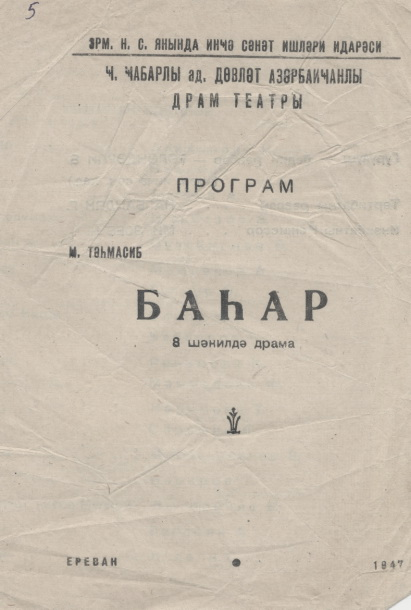
Драма «Весна» М. Тахмасиба

Афиши постановок в театре
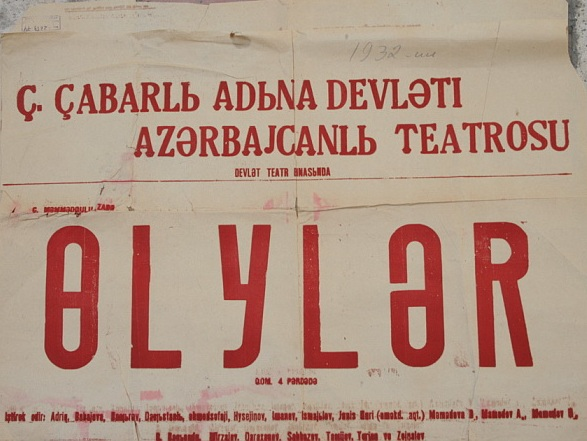
Пьеса «Мертвецы» Дж. Мамедкулизаде
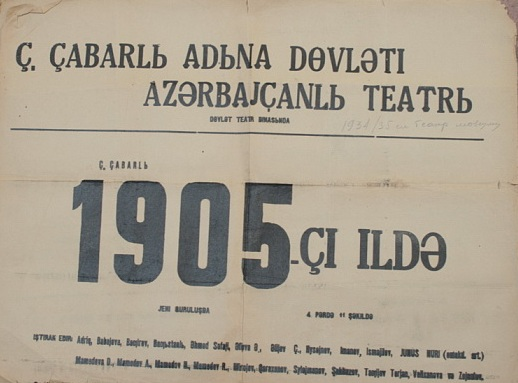
Пьеса «В 1905 году» Дж. Джаббарлы
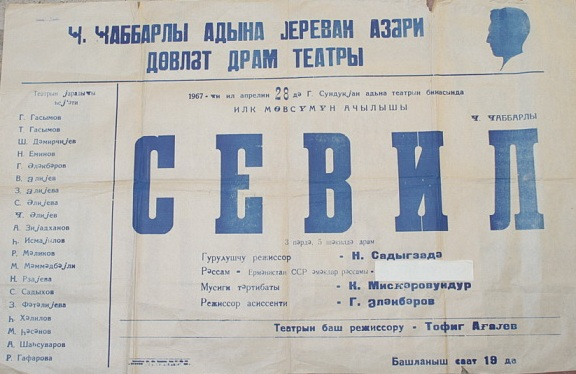
Пьеса «Севиль» Дж. Джаббарлы
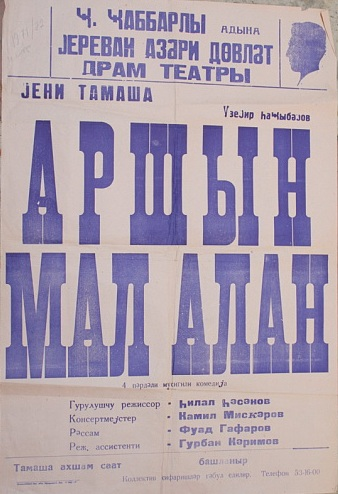
Оперетта «Аршин мал алан» У. Гаджибекова